# Anthony Zerbe
Anthony Jared Zerbe (Long Beach, 20 de Maio de 1936) é um ator de filmes e televisão estadunidense. É talvez mais lembrado por seu papel como o líder do culto pós-apocalíptico Matheis no filme de 1971, The Omega Man, adaptação do livro de horror I Am Legend e, pelo papel de Milton Krest, chefe de um cartel de tráfico de drogas em 007 - Permissão Para Matar, de 1989. 
Zerbe estudou no estúdio Stella Adler Theater, em Nova York. Ele é o ex-diretor artístico de Reflections, A New Plays Festival no GeVa Theatre, em Rochester, Nova York, que está atualmente em tourne pelos Estados Unidos como Behind The Broken Words, uma interpletação da poesia contemporânea, comédia e obras dramáticas com seu colega, o ator Roscoe Lee Browne. Zerbe também continua a desempenhar em o projeto, Prelude to Lime Creek (Prelúdio no riacho Lime), com o poeta e letrista Joe Henry. 
Entre 1959 e 1961, Anthony Zerbe serviu na Força Aérea dos Estados Unidos. 
Em 1976 Zerbe ganhou um Emmy Award pela sua interpretação como ator coadjuvante numa série dramática por seu papel como Tenente KC Trench na série Harry O sobre detetives particulares. 
Casou com Arnette Jens em 7 de outubro de 1962. 

## Filmografia
- Will Penny (1967)
- Cool Hand Luke (1967)
- They Call Me Mister Tibbs! (1970)
- The Liberation of L.B. Jones (1970)
- The Molly Maguires (1970)
- The Omega Man (1971)
- The Priest Killer (1971)
- The Life and Times of Judge Roy Bean (1972)
- Snatched (1972)
- The Strange Vengeance of Rosalie (1972)
- The Hound of the Baskervilles (1972)
- The Laughing Policeman (1973)
- Papillon (1973)
- She Lives (1973)
- Carola (1973)
- The Parallax View(1974)
- The Healers(1974)
- The Animal Within(1974)
- Rooster Cogburn (1975)
- Farewell, My Lovely (1975)
- Secret of the Pond (1975)
- The Turning Point (1977)
- In the Glitter Palace (1977)
- Child of Glass (1978)
- Who'll Stop the Rain? (1978)
- Kiss Meets The Phantom Of The Park (1978)
- Centennial (1978)
- Attica (1980)
- The First Deadly Sin (1980)
- The Seduction of Miss Leona (1980)
- A Question of Honor (1981)
- Rascals and Robbers: The Secret Adventures of Tom Sawyer and Huckleberry Finn (1982)
- Soggy Bottom USA (1983)
- The Return of the Man from U.N.C.L.E. (1983)
- The Dead Zone (1983)
- Off Beat (1986)
- Opposing Force (1986)
- One Police Plaza (1986)
- Dream West (1986)
- North and South, Book II (1986)
- Baja Oklahoma (1987)
- Steel Dawn (1987)
- Equalizer: Memories of Manon (1987)
- P.I. Private Investigations (1987)
- Independence (1987)
- Onassis (1988)
- Listen to Me (1989)
- See No Evil, Hear No Evil (1989)
- Columbo: Columbo Goes to the Guillotine (1989)
- Licence to Kill (1989)
- To Save a Child (1991)
- Asteroid (1997)
- Touch (1997)
- Star Trek: Insurrection (1998)
- True Crime (1999)
- The Matrix Reloaded (2003)
- The Matrix Revolutions (2003)